# 기독교 여성주의
기독교 남녀평등주의(Christian feminism)는 기독교적 관점에 따라 남성과 여성의 도덕적, 사회적, 영적 평등을 이해하고 진전시키려는 남녀평등주의 신학이다. 기독교 남녀평등주의자들은 기독교의 완전한 이해를 위해서는 여성의 기여가 필수적이라고 주장한다. 기독교 남녀평등주의자들은 하나님이 성이나 인종 따위의 생물학적으로 결정되는 특질에 따라 인간을 차별할 리가 없다고 믿는다. 기독교 남녀평등주의에서 다루는 주요 주제로는 여성의 사제서품, 기독교 전통의 결혼에 있어서의 남성 우월성, 양성의 영적·도덕적 능력이 평등함에 대한 인식, 재생산 권리, 여성적 또는 성별 초월적 신성에 대한 탐구 등이 있다.
기독교인들 사이의 성평등을 옹호하지만 남녀평등주의 운동과는 관여하지 않고자 하는 사람들은 기독교 평등주의라는 용어를 사용하기도 한다.

## 같이 보기
- 기독교 인문주의
- 상호보완론
- 페미니스트 신학
- 해방 신학
- 정치신학
- 진보 기독교
- 교회사에서 여성들
- 우머니스트 신학